# Сідлищенська сільська рада
| Сідлищенська сільська рада — орган місцевого самоврядування у Коломийському районі Івано-Франківської області з адміністративним центром у с. Сідлище. Історична дата утворення: в 1940 році, включена до Коршівського району. 17.10.1954 облвиконком рішенням № 744 передав з Сідлищенської сільської ради хутори: - Городок — до Лісно-Хлібичинської сільської ради, - Кацабіна — до Лісно-Хлібичинської сільської ради, - Красутчина — до Черемхівської сільської ради, - Кринички — до Лісно-Слобідської сільської ради. Сільській раді підпорядковані населені пункти: - с. Сідлище - с. Молодилів - с. Станіславівка - с. Хоросна |

## Склад ради
Рада складається з 14 депутатів та голови.

### Керівний склад ради
| ПІБ                        | Основні відомості                                                 | Дата обрання | Дата звільнення |
| -------------------------- | ----------------------------------------------------------------- | ------------ | --------------- |
| Воловська Надія Григорівна | Сільський голова, 1970 року народження, освіта, позапартійна      | 26.03.2006   | 31.10.2010      |
| Воловська Надія Григорівна | Сільський голова, 1970 року народження, освіта середня спеціальна | 31.10.2010   |                 |

Примітка: таблиця складена за даними джерела